# Rentes constituées
Les rentes constituées, appelées aussi constitutions, constituts ou rentes à prix d'argent, se sont développées en France aux XVIIe et XVIIIe siècles pour pallier l'absence de système de crédit bancaire, la religion catholique interdisant de toucher des intérêts. Jusqu'à la fin du XVIIIe siècle, l'immense majorité du crédit en France passe par ce système.
La rente constituée est un crédit :
- échangeable, donc n'engageant pas le créancier à long terme ;
- garanti par un bien immobilier, donc réservé aux possédants ;
- remboursable par anticipation, donc incitant l'emprunteur à vite rechercher de l'argent si les taux d'intérêt baissent ;
- soumis à saisie au premier incident de paiement, donc incitant l'emprunteur à ne prendre aucun risque à court terme.

Cette façon de faire crédit a concentré le patrimoine immobilier et préparé un vaste marché français pour les emprunts obligataires de tous les pays. Elle a aussi freiné l'esprit d'entreprise, selon Colbert, qui veut forcer les rentiers à investir dans les manufactures et compagnies coloniales créées dans les années 1660. Les historiens l'ont étudié via les quittances de rachat de la seconde moitié du XVIIe siècle, « résultant de la politique de remboursement des rentes engagée par Colbert, laquelle donne lieu à des édits spécifiques pour chaque type d’émission ». « Il n'y a pas de bien plus inutile à ses sujets du roi ni qui leur fut plus à charge que les rentes », écrit Colbert à Louis XIV.

## Seul l'emprunteur peut décider d'un remboursement
Ce type d’emprunt impose au prêteur une perte de contrôle du capital : il ne peut exiger de remboursement. Ce système permet à la rente de contourner la législation qui prohibe l’usure : la rente est dite « perpétuelle ». En même temps, elle est remboursable à tout moment par l’emprunteur, qui est tenu de verser les intérêts ou arrérages jusqu’à cette restitution du capital. Cette disposition lui permet de fixer lui-même la durée du prêt. Une souplesse que chercheront à éviter les créanciers de type bancaire à la fin du XIXe siècle, afin de s'assurer un flux de revenus financiers d'une certaine durée.
Le seul moyen pour le rentier de récupérer la somme qu’il a prêtée est de céder la propriété de la rente à un tiers, qui lui rembourse ce capital et perçoit les intérêts à venir (appelés « arrérages » ou « quartiers », versés par trimestre). Les rentes constituées étaient une forme d'obligation convertible en immobilier.

## Des garanties sur des immeubles ou des terrains
La sûreté spécifique de cette forme de prêt était en général importante car procédant de l’assignation sur un immeuble : terres, maisons, offices, mais aussi sur d’autres rentes, car une majorité de coutumes donnent à ces rentes ce statut juridique fictif d’immeubles.
La rente constituée est un droit réel immobilier. En tant que telle, elle grève le bien-fonds quel que soit le propriétaire ou le possesseur de ce bien. Elle comporte par conséquent un droit de suite au profit du crédirentier : en cas de non-paiement de la rente, celui-ci pourra procéder en vertu de son droit réel à des mesures exécutoires sur le bien immobilier.

## Un cadre juridique solide
En 1665, les conférences ecclésiastiques de Paris sur l'usure étudièrent et conclurent que ce n'était pas de l'usure à condition que le capital soit aliéné, le débiteur maître du remboursement et le denier conforme à l'arrêt du roi.
Une première  prescription, commune aux rentes constituées et aux autres rentes, « est que les quittances de trois années consécutives d'arrérages forment une présomption de paiement des années précédentes, et opèrent en conséquence une présomption ou fin de non recevoir contre la demande qu'en ferait le créancier ».
La loi prévoyait que « si le créancier en laisse accumuler plus de cinq années, il ne peut exiger que les cinq dernières, et qu'il y a une prescription acquise au débiteur pour le surplus. »
Les rentes foncières avaient été introduites par la quantité des héritages de gens peu argentés, si bien qu'on ne trouvait pas de gens qui pussent payer comptant, et que néanmoins il fallait vendre ce qu'on ne pouvoit occuper ni faire valoir. Au contraire, les rentes constituées sont venues de l'abondance d'argent sur fond de manque d'héritages.

## Un système avantagé par le fisc, dans l'Ancien Régime
Un article de Jean Nagle sur les lods et ventes à Paris, paru dans la Revue d'histoire moderne et contemporaine en 1977 a révélé que pour toute vente d'immeuble, il était normal que le seigneur (il en existait plus de 25 à Paris) prélève un droit de 8 % de la vente, payé par l'acquéreur. Mais si on réglait la vente en donnant en échange une rente constituée, le droit de 8 % n'était pas dû, en vertu de la qualité d’« immeubles » attribué à ces « rentes constituées ». Il s'agissait alors d'un simple échange immeubles et le lods et ventes, ou droit de 8 % (l'ancêtre du droit de mutation), n'était pas exigible.
Par ailleurs, la sécurité juridique de ces placements était supérieure à celle des rentes d'État, souvent rabaissées ou mal payées, ce qui expliquait leur taux d'intérêt relativement modeste pour l'époque : en général de 5 % à 6,33 %. Pour masquer le caractère de crédit ou taux d'intérêt qui étaient interdits par l'Église catholique, ces rentes étaient exprimées par l'inverse du taux d'intérêt, appelé denier. Une rente de 5 % était ainsi un denier de 20.

## La baisse des taux d'intérêt des rentes sous Mazarin puis sous Colbert
Dans une région comme Rouen, le denier 16 régna de 1601 à 1634, le denier 18 de 1634 à 1665 et le denier 20 ensuite, les opérations de rachat de rentes constituées lancée par Colbert quelques années après son arrivée au pouvoir visant à faire baisser le taux des emprunts et atténuer le poids économique des rentiers, afin de favoriser le développement économique. Lors des grandes vagues spéculatives du système de Law, le denier grimpa à 50, soit un taux d'intérêt de seulement 2 %. Menacer le créancier de remboursement anticipé était un moyen pour l'emprunteur de négocier pour obtenir un denier plus élevé et donc un intérêt plus bas.
« Colbert déteste le rentier : économiquement il le perçoit comme un oisif parasitaire dont les capitaux ne s'investissent ni dans l'industrie ni dans le commerce, et politiquement, il le perçoit comme un danger », écrit l'historien Michel Vergé-Franceschi.
« Les profits excessifs qu'apportent les constitutions de rente pouvant servir d'occasion à l'oisiveté et empêcher nos sujets de s'adonner au commerce et aux manufactures, à l'agriculture, nous avons résolu d'en diminuer le profit », lui répond, en bon élève, Louis XIV.
La déclaration royale de janvier 1665, qui a réduit de plus des deux tiers (300 livres pour 1 000 livres) le montant des intérêts annuels des rentes sur les huit millions des tailles, visait à rendre les rentes moins attractives, mais aussi à donner une sécurité permettant aux créanciers de « sortir » du marché sans trop de dégâts, pour investir ailleurs. Par cette réduction, Colbert a en effet fixé « une valeur certes abaissée, mais assurée, qui offre une sorte de cours de référence permettant la reprise des transactions autrement qu’à vil prix » selon Katia Béguin.

## La principale forme de crédit jusqu'à la fin duXVIIIesiècle
Les rentes constituées, pour des raisons religieuses, dominent en nombre et en volume tous les autres types d’actes de crédit, jusqu’au dernier tiers du XVIIIe siècle en France, comme l’ont montré les travaux d'historiens les plus récents, et pallient l’absence en France d’institutions financières de type bancaire. 
Les historiens des finances ont travaillé sur les archives de l’intermédiation notariale. Ils ont en particulier analysé les séries de quittances de rachat de rentes constituées de la seconde moitié du XVIIe siècle, résultant de la politique de remboursement des rentes, engagée par le ministre des finances de Louis XIV, Colbert, via des édits spécifiques pour chaque type d’émission de rentes.
Ils ont aussi mis au jour le développement des rentes constituées, dans la seconde moitié du XVIIIe siècle, période qui voit plus généralement les actes de crédit s’émanciper davantage des sphères de l’interconnaissance, de la parenté ou du clientélisme.
Dans l'ancien régime, l'achat, la revente, la conversion et l'utilisation des rentes constituées, à des accroissements immobiliers notamment, tiennent une place fondamentale dans des fortunes françaises à la recherche de sécurité alliées au bon rendement. Dans certains cas, la rente constituée a pu servir à des investissements productifs. Le marchand Danse, mort en 1661, a ainsi emprunté sous cette forme à sept personnes, pour l'aider à construire deux blanchisseries de toile de lin. Le système des rentes constituées fut utilisé dès les croisades.